# Petteri Nisunen
Petteri Nisunen, född 1962 i Helsingfors, är en finländsk arkitekt och konstnär.
Petteri Nisunen studerade språk på Helsingfors universitet 1983–1984, utbildade sig till arkitekt på Tammerfors universitet 1985–1992 och studerade också industriformgivning på Konstuniversitetet i Helsingfors 1986–1990. 
Petteri Nisunen har arbetat med Tommi Grönlund sedan 1990-talet i konstnärsduon Grönlund–Nisunen. De hade sina första separatutställningar 1993 på Galleri Kluuvi i Helsingfors och Titanik galleria i Åbo. De arbetar med konstverk i gränslandet mellan ljud och bild.
Grönlund och Nisunen fick 1997 utmärkelsen Årets unga konstnär, 2004 Edstrandska stiftelsens stipendium och 2013 Leonardo da Vinci Award of Arts.

## Offentliga verk
- Light Weave, Led-lampor, stålvajrar med mera, 72 x 4,8 x 2,4 meter, Kägeluddens metrostation, Esbo (tillsammans med Tommi Grönlund)
- Mirage, 2011, kvarteret Lusten i Hornsbergs strand i Stockholm (tillsammans med Tommi Grönlund)
- Caprice, 2008, stålbjälkar, stålvajrar, elektriska motorer med mera, Bryggen i Vejle i Danmark (tillsammans med Tommi Grönlund)
- Nine Key Passage, 2008, Nya Akerhus sjukhus i Oslo (tillsammans med Tommi Grönlund)
- De två verken Daily Sunspot Activity och Convex-concave, 2008, studentcentret vid Bergens universitet (tillsammans med Tommi Grönlund)